# Dubrillozaur
Dubrillozaur (Dubreuillosaurus valesdunensis) – dinozaur z rodziny megalozaurów (Megalosauridae)
Żył w epoce jury środkowej (ok. 169-164 mln lat temu) na terenach współczesnej Europy. Długość ciała ok. 9 m, wysokość ok. 3 m, masa ok. 1 t. Jego szczątki znaleziono we Francji.
Opisany na podstawie czaszki.